# Индиара
Индиара (порт. Indiara) — муниципалитет в Бразилии, входит в штат Гояс. Составная часть мезорегиона Юг штата Гойас. Входит в экономико-статистический микрорегион Вали-ду-Риу-дус-Бойс. Население составляет 15 974 человека на 2006 год. Занимает площадь 956,473 км². Плотность населения — 16,3 чел./км².
Праздник города — 14 мая.

## История
Город основан 14 мая 1982 года. 

## Статистика
- Валовой внутренний продукт на 2005 год составляет 92 666 780,00 реалов (данные: Бразильский институт географии и статистики).
- Валовой внутренний продукт на душу населения на 2005 год составляет 6428,57 реалов (данные: Бразильский институт географии и статистики).
- Индекс развития человеческого потенциала на 2000 год составляет 0,730 (данные: Программа развития ООН).